# Chlorid kobaltnatý
Chlorid kobaltnatý (chemický vzorec CoCl2) je chemická látka, která má v bezvodém stavu podobu bledě modrého prášku, silně hygroskopický, který postupnou hydratací přechází přes modrofialový, tmavě fialový, růžově fialový, broskvově fialový až k červenému hexahydrátu. Těchto barevných pochodů se využívá v silikagelu, do kterého se přidává jako indikátor množství obsažené vlhkosti.

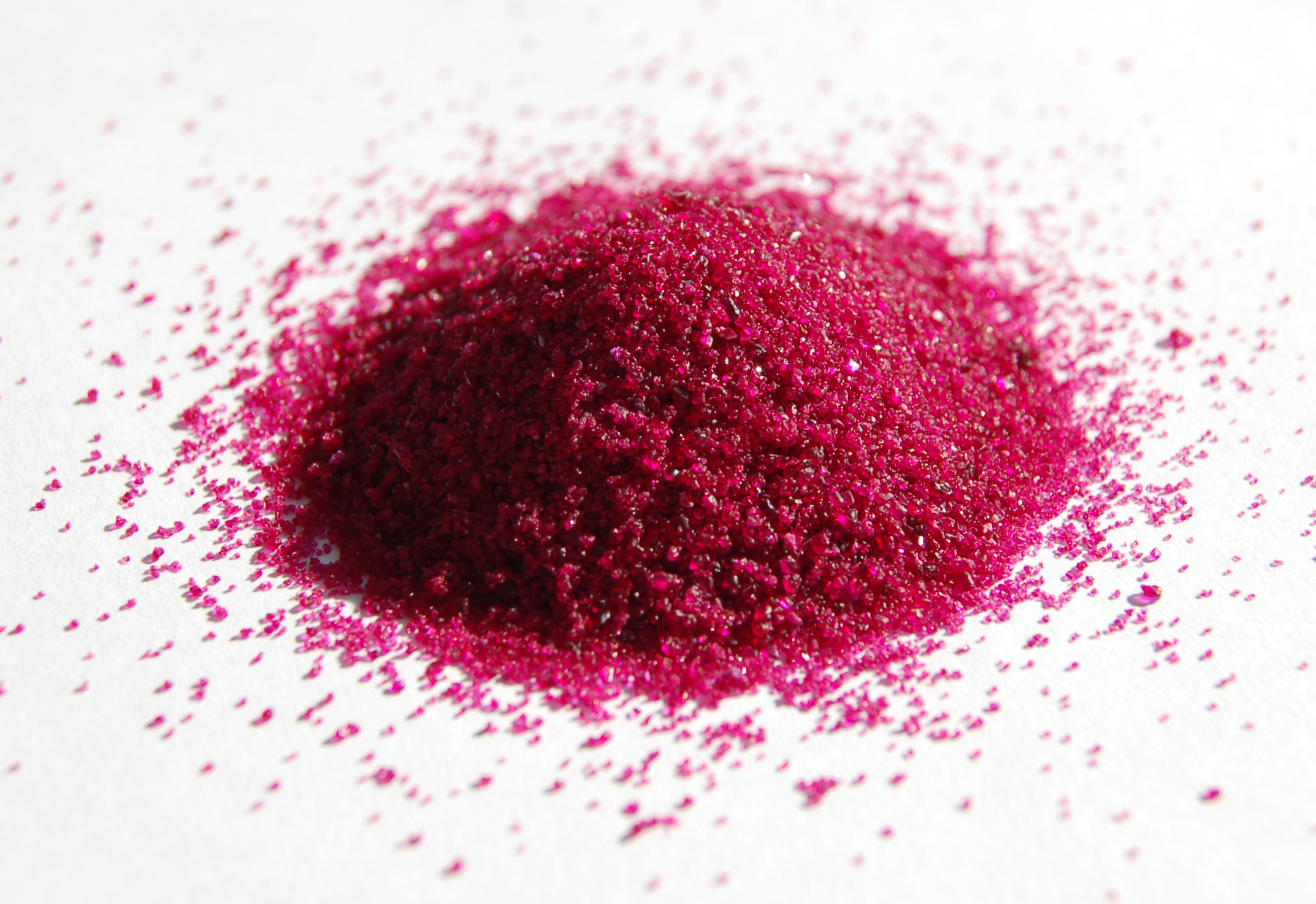
Chlorid kobaltnatý

Je dobře rozpustný ve vodě, methanolu, lihu, acetonu, diethyletheru, chinolinu a benzonitrilu, vytváří v roztoku podvojné i komplexní sloučeniny. Hexahydrát je navíc rozpustný v dimethylformamidu (DMF), alkoholech a pyridinu.
Používá například pro výrobu dalších sloučenin kobaltu, jako přísada do směsí na výrobu pneumatik nebo textilních barviv. Slouží jako inhibitor koroze v zařízení pro úpravu vody, ale také v magnetech nebo v indikátorech vlhkosti.
Chlorid kobaltnatý se připravuje spalováním kobaltu v proudu chloru.
Laboratorně je možné jej připravit například rozkladem kobaltnatých solí kyselinou chlorovodíkovou:
CoCO3 + 2 HCl → CoCl2 + CO2 + H2O